# 瑘川縣
瑘川縣是唐代夷州所屬的一個縣，貞觀二十年改屬播州，開元二十六年廢入芙蓉縣。在今仁懷縣東南。